# Schloss Mühlhof
Das Schloss Mühlhof ist ein Schloss an der rechten Seite der Schwarza östlich von Payerbach in Niederösterreich.

## Geschichte
Im Jahr 1380 wurde hier ein „Muldorf in der Prewn“ genannt, mit dem zur Hälfte die Wysenfrezz belehnt wurden. Diese gehörten dem Ritterstand an und waren Dienstleute der Herrschaft Reichenau. Die andere Hälfte behielt Herzog Albrecht III. für sich. 1405 gelangte diese Hälfte an das Stift Neuberg, das den Besitz bewirtschafte. Zum Mühlhof gehörten ein Meierhof, eine Mühle und eine Säge. Stellenweise wurde sogar Weinbau betrieben. Mit der Aufhebung des Klosters im Jahr 1786 wurde 1784 auch der Meierhof veräußert. Im Jahr 1830 erwarb Louise Freiin von Salla-Stollberg den Meierhof. Sie führte die schlossartige Umgestaltung und die Erweiterung der Parkanlagen aus. Im Jahr 1850 wohnte hier der deutsch-amerikanische Publizist Eduard Warrens, der im Auftrag des Innenministeriums den Bau der Semmeringbahn journalistisch betreute. Seit 1865 steht die Anlage im Besitz des Prinzen August von Arenberg. Auch Kaiserin Elisabeth wollte den Mühlhof erwerben, verbrachte dann aber mehrere Sommer in der Villa Warrens. 1886 gehörte der Ansitz Hugo Henneberg und ab 1901 Frau Franziska Wlassak-Shaniel, die den Seitentrakt aufstocken und eine Kapelle einrichten ließ. 1912 erwirbt Anton Freiherr von Pretis-Cagnodo das Schloss. Im Zweiten Weltkrieg diente es der Deutschen Wehrmacht als Schulungszentrum und kam 1945 unter die Verwaltung der russischen Besatzungsmacht, bis man in den 1970er sogar an den Abriss der devastierten Anlage dachte.
Nach Erwerb und Sanierung durch den Architekten Paul Schuberth und Peter Kölbel ist das Schloss wieder nutzbar.